# نشان ناخیموف
نشان ناخیموف (به روسی: Орден Нахимова) یک دکوراسیون نظامی در روسیه که نام خود را از دریابد پاول ناخیموف گرفته‌است و به افسران نیروی دریایی در طول جنگ جهانی دوم و هم‌اکنون به افسران نیروی دریایی روسیه داده می‌شود که فرماندهی و رهبری برجسته نظامی داشته‌اند.

## اساسنامه نشان جدید[۲]
- موفقیت در برنامه‌ریزی و انجام عملیات دریایی با آموزش نیروهای پیاده‌نظام نیروی دریایی
- داشتن مهارت‌های سازمان‌یافته و انجام عملیات‌های نیروی دریایی با همراهی دیگر نیروهای مسلح فدراسیون روسیه
- داشتن مهارت‌های سازمان‌یافته و انجام عملیات آبی خاکی
- موفقیت در رهبری و اجرای موفق ماموریت‌ها

## نگارخانه

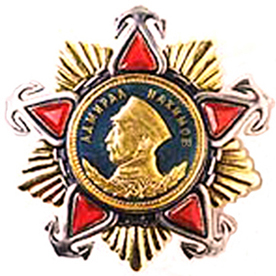
دسته نخست بین ۱۹۴۴ - ۱۹۹۱
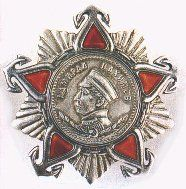
دسته دوم بین ۱۹۴۴ - ۱۹۹۱
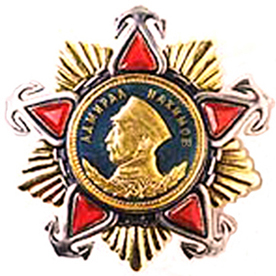
دسته نخست بین ۱۹۹۲ - ۲۰۱۰
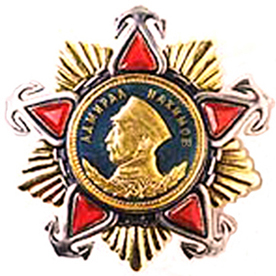
دسته دوم بین ۱۹۹۲ - ۲۰۱۰